# Chârost
Chârost és un municipi francès, situat al departament de Cher i a la regió de Centre – Vall del Loira. L'any 2007 tenia 985 habitants.

## Demografia

### Població
El 2007 la població de fet de Chârost era de 985 persones. Hi havia 442 famílies, de les quals 150 eren unipersonals (81 homes vivint sols i 69 dones vivint soles), 131 parelles sense fills, 115 parelles amb fills i 46 famílies monoparentals amb fills.
La població ha evolucionat segons el següent gràfic:
Habitants censats

### Habitatges
El 2007 hi havia 559 habitatges, 447 eren l'habitatge principal de la família, 34 eren segones residències i 78 estaven desocupats. 524 eren cases i 33 eren apartaments. Dels 447 habitatges principals, 339 estaven ocupats pels seus propietaris, 99 estaven llogats i ocupats pels llogaters i 10 estaven cedits a títol gratuït; 2 tenien una cambra, 39 en tenien dues, 77 en tenien tres, 143 en tenien quatre i 186 en tenien cinc o més. 347 habitatges disposaven pel capbaix d'una plaça de pàrquing. A 212 habitatges hi havia un automòbil i a 163 n'hi havia dos o més.

### Piràmide de població
La piràmide de població per edats i sexe el 2009 era:
| Homes | Edats   | Dones |
| ----- | ------- | ----- |
| 4     | 95 o +  | 0     |
| 4     | 90 a 94 | 4     |
| 8     | 85 a 89 | 12    |
| 8     | 80 a 84 | 16    |
| 40    | 75 a 79 | 32    |
| 20    | 70 a 74 | 40    |
| 28    | 65 a 69 | 28    |
| 32    | 60 a 64 | 16    |
| 36    | 55 a 59 | 24    |
| 48    | 50 a 54 | 36    |
| 20    | 45 a 49 | 40    |
| 52    | 40 a 44 | 36    |
| 28    | 35 a 39 | 28    |
| 40    | 30 a 34 | 48    |
| 40    | 25 a 29 | 28    |
| 12    | 20 a 24 | 20    |
| 32    | 15 a 19 | 24    |
| 24    | 10 a 14 | 24    |
| 28    | 5 a 9   | 24    |
| 32    | 0 a 4   | 40    |

## Economia
El 2007 la població en edat de treballar era de 626 persones, 462 eren actives i 164 eren inactives. De les 462 persones actives 398 estaven ocupades (223 homes i 175 dones) i 63 estaven aturades (25 homes i 38 dones). De les 164 persones inactives 63 estaven jubilades, 43 estaven estudiant i 58 estaven classificades com a «altres inactius».

### Ingressos
El 2009 a Chârost hi havia 479 unitats fiscals que integraven 1.036 persones, la mediana anual d'ingressos fiscals per persona era de 16.540,5 €.

### Activitats econòmiques
Dels 30 establiments que hi havia el 2007, 2 eren d'empreses extractives, 1 d'una empresa alimentària, 1 d'una empresa de fabricació de material elèctric, 1 d'una empresa de fabricació d'elements pel transport, 1 d'una empresa de fabricació d'altres productes industrials, 4 d'empreses de construcció, 8 d'empreses de comerç i reparació d'automòbils, 1 d'una empresa de transport, 3 d'empreses d'hostatgeria i restauració, 1 d'una empresa financera, 1 d'una empresa de serveis, 4 d'entitats de l'administració pública i 2 d'empreses classificades com a «altres activitats de serveis».
Dels 8 establiments de servei als particulars que hi havia el 2009, 1 era una oficina bancària, 2 tallers de reparació d'automòbils i de material agrícola, 1 paleta, 1 guixaire pintor, 2 lampisteries i 1 perruqueria.
Dels 3 establiments comercials que hi havia el 2009, 2 eren botiges de menys de 120 m² i 1 una botiga de menys de 120 m².
L'any 2000 a Chârost hi havia 5 explotacions agrícoles.

## Equipaments sanitaris i escolars
L'únic equipament sanitari que hi havia el 2009 era una farmàcia.
El 2009 hi havia una escola elemental.

## Poblacions més properes
El següent diagrama mostra les poblacions més properes.